# Glen Joseph Ingram
Glen Joseph Ingram (* 22. April 1951 in Rockhampton, Australien) ist ein australischer Zoologe.

## Leben
Ingram erlangte 1975 den Bachelor of Science an der University of Queensland in Brisbane und 1986 wurde er an derselben Universität zum Ph.D. promoviert. Von 1974 bis 1992 war er Kurator am Queensland Museum. Von 1993 bis 1998 war er Leiter der Wirbeltierabteilung. Von 1998 bis 2000 war er leitender Umweltwissenschaftler bei Hyder Australia. Von 2001 bis 2006 war er Geschäftsführer der Umweltberatungsfirma Biodiversity Assessment and Management Pty Ltd (BAAM) in Queensland. Seit September 2006 arbeitet er als selbständiger Umweltberater. Ingrams Interessen gelten der Systematik, der Biogeographie und der Evolution von Vögeln, Reptilien, Fröschen und Asseln. Er betrieb Feldarbeit in Australien, Malaysia, Guam, Neukaledonien, Fidschi, Kenia, Zaire, Simbabwe und Namibia. Als Naturschützer untersuchte er den Rückgang der Froschpopulationen. 
Ingram beschrieb 37 Echsen- und Schlangenarten, mehrere davon mit der australischen Herpetologin Jeanette Covacevich (1945–2015), zehn Froscharten und er hat die Gültigkeit von 40 weiteren Arten bestätigt.
Ingram hat sich intensiv mit Regenwäldern, Monsunwäldern und Kletterpflanzendickichten in Ost- und Nordaustralien beschäftigt, einschließlich der Tropen, wo er die Lebensweise von Wirbeltieren studierte. Dies beinhaltete die Planung, Durchführung, Überwachung und Dokumentation von Studien und Forschungsprojekten. Ferner hat er die Landwirbeltiere von Felsen und des Wallums, einer australischen Heidelandschaft, studiert und ihre Einzigartigkeit als Lebensraum für Tiere verdeutlicht. Im Wallum entdeckte er die Laubfroschart Litoria olongburensis, die heute als kritische Indikator-Spezies für die Umweltgesundheit dieser Gebiete gilt.
1988 wirkte Ingram im australischen Dokumentarfilm Cane Toads: An Unnatural History von Mark Lewis mit.
Neben 140 wissenschaftlichen und populärwissenschaftlichen Artikeln veröffentlichte Ingram die Bücher An Atlas of Queensland's Frogs, Reptiles, Birds and Mammals (1991) und Invertebrate Biodiversity and Conservation (1994).

## Dedikationsnamen
Nach Ingram sind die Skinkarten Ctenotus ingrami (1982) und Lerista ingrami (1991) benannt.